# (39409) 2100 T-1
2100 T-1 (asteroide 39409) é um asteroide da cintura principal. Possui uma excentricidade de 0.17723710 e uma inclinação de 6.02435º.
Este asteroide foi descoberto no dia 25 de março de 1971 por Cornelis Johannes van Houten e Ingrid van Houten-Groeneveld e Tom Gehrels em Palomar.